# 永田春水
永田春水（ながた しゅんすい、1889年2月18日 - 1970年5月1日）は、日本画家。本名は永田良亮。

## 経歴
1889年（明治22年）2月18日、茨城県北相馬郡相馬町（現取手市藤代）に生れる。1907年、茨城県立龍ケ崎中学校（現 茨城県立竜ヶ崎第一高等学校・附属中学校）を卒業後、一家で上野池之端へ移る。荒木寛畝、寺崎広業、結城素明に師事。1913年に東京美術学校（現：東京藝術大学）日本画科を卒業後、国華社に入り古画研究に従事した。1920年に渡欧して仏画模写などに約1年間たずさわった。1924年の日華連合展では国賓として北京に招かれ、出品作は袁世凱中華民国大統領が買い上げた。第6回帝展出品作「花柘榴・立葵」はフィラデルフィア万博に出品され、同地美術館に収蔵。前出の「薫苑麗日」は日本政府がロンドン大使館へ寄贈。皇室にも多くの絵を献上している。帝国美術院展覧会には8回入選、1931年には無鑑査、1936年には文部省美術展覧会審査員となった。一方で、1940年には東京女子高等師範学校講師を務めている。第二次世界大戦後は郷里に戻り、茨城県美術界の指導にあたり、茨城県南美術協会長となった。1957年には門井掬水、浦田正夫らと茨城日展会を結成し、地域から美術界の発展に貢献した。
その後、自宅を鎌倉市へ移した。1970年5月1日、心不全のため東京都虎の門病院で死去。告別式は5月4日に千日谷会堂で行われた。

## 作風
丹念な写生に基づく花鳥画を得意とした。｢ただ、あるがまま、観察したままを描いたのでは写真になる。それから更に昇華させるのだ」との言葉が残されている。